# 塞讷
塞讷（法語：Seyne，法語發音：[sɛn]）是法国上普罗旺斯阿尔卑斯省的一个市镇，位于该省北部，属于迪涅莱班区。

## 地理
塞讷（44°21'2"N, 6°21'23"E）面积84.27 平方千米，位于法国普罗旺斯-阿尔卑斯-蓝色海岸大区上普罗旺斯阿尔卑斯省，该省份为法国东南部内陆省份，北起上阿尔卑斯省，西接沃克吕兹省，西北接德龙省，南至瓦尔省，东临滨海阿尔卑斯省，东北部与意大利接壤。
与塞讷接壤的市镇（或旧市镇、城区）包括：勒洛泽-于拜、蒙克拉尔、梅奥朗-勒韦勒、瑟洛内、韦尔达什、勒韦尔内。
塞讷的时区为UTC+01:00、UTC+02:00（夏令时）。

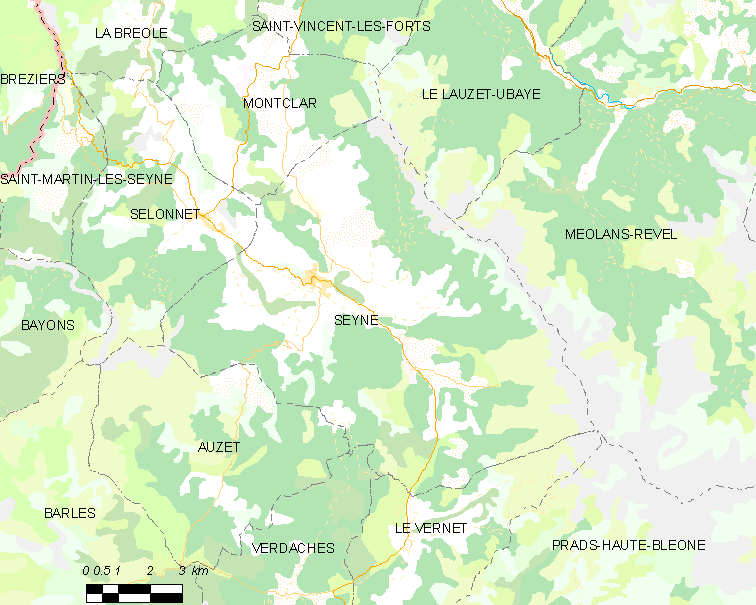
塞讷的OSM定位图

## 行政
塞讷的邮政编码为04140，INSEE市镇编码为04205。

## 政治
塞讷所属的省级选区为塞讷县。

## 交通
上普罗旺斯阿尔卑斯省省道D7线、D207线和D900线在塞讷交汇。

## 人口

1962-2008年间塞讷人口变化图示

塞讷于2022年1月1日时的人口数量为1365人。